# USS Strong (DD-467)
USS Strong (DD-467) là một tàu khu trục lớp Fletcher được Hải quân Hoa Kỳ chế tạo trong Chiến tranh Thế giới thứ hai. Nó là chiếc tàu chiến đầu tiên của Hải quân Mỹ được đặt theo tên Chuẩn đô đốc James Hooker Strong (1814-1882), người tham gia cuộc Nội chiến Hoa Kỳ và hoạt động nổi bật trong Trận chiến vịnh Mobile. Con tàu tham gia Thế Chiến II từ cuối năm 1942 và bị mất do trúng ngư lôi đối phương vào ngày 5 tháng 7 năm 1943; nó được tặng thưởng hai Ngôi sao Chiến trận.

## Thiết kế và chế tạo
Strong được đặt lườn tại xưởng tàu của hãng Bath Iron Works Corp. ở Bath, Maine vào ngày 30 tháng 4 năm 1941. Nó được hạ thủy vào ngày 17 tháng 5 năm 1942; được đỡ đầu bởi bà Hobart Olson; và nhập biên chế vào ngày 7 tháng 8 năm 1942 dưới quyền chỉ huy của Hạm trưởng, Trung tá Hải quân Joseph H. Wellings.

## Lịch sử hoạt động

### 1942
Sau khi hoàn tất việc chạy thử máy huấn luyện và đại tu sau thử máy, Strong lên đường vào ngày 15 tháng 10 năm 1942 cùng một đoàn tàu vận tải để đi San Juan, Puerto Rico, và quay trở về Norfolk, Virginia vào ngày 27 tháng 10, rồi lại lên đường đi New York hai ngày sau đó. Vào ngày 13 tháng 11, nó khởi hành cùng với Đoàn tàu vận tải UGS-2 hướng sang các cảng Bắc Phi, đi đến Casablanca vào ngày 29 tháng 11, rồi quay trở về New York cùng với Đoàn tàu GUF-2. Sau một giai đoạn bảo trì trong xưởng tàu từ ngày 11 đến ngày 26 tháng 12, con tàu di chuyển đến Norfolk.

### 1943
Strong lên đường vào ngày 27 tháng 12 năm 1942, băng qua kênh đào Panama và được tiếp nhiên liệu tại Bora Bora thuộc quần đảo Society, trước khi đi đến Nouméa vào ngày 27 tháng 1 năm 1943. Nó hộ tống một đoàn tàu vận tải đi hướng Tây Bắc trong hai ngày, trước khi được thay phiên để quay trở về Nouméa. Đến ngày 1 tháng 2, nó cùng tàu khu trục Cony (DD-508) hộ tống một đoàn tàu vận tải đi Espiritu Santo, New Hebrides, rồi khởi hành từ đây vào ngày 5 tháng 2 để đi sang quần đảo Solomon, tuần tra ngoài khơi Guadalcanal cho đến ngày 13 tháng 2, khi nó gia nhập Lực lượng Đặc nhiệm 67, bao gồm bốn tàu tuần dương và các tàu khu trục hộ tống.
Lực lượng đặc nhiệm trải qua phần lớn một tháng tiếp theo tuần tra tại vùng biển phụ cận và chung quanh quần đảo Solomon. Vào ngày 14 tháng 3, Strong, Nicholas (DD-449), Radford (DD-446) và Taylor (DD-468) được cho tách ra để bắn phá bờ biển tại đảo Kolombangara cũng như các mục tiêu tại đồn điền Vila Stanmore vào ngày 16 tháng 3; lực lượng sau đó tiếp tục tuần tra tại khu vực Solomon. Vào sáng sớm ngày 5 tháng 4, Strong bắt được một mục tiêu nổi trên màn hình radar ở khoảng cách 9.350 yd (8.550 m); mục tiêu được chiếu sáng bằng đèn pha tìm kiếm và được xác định là một tàu ngầm Nhật Bản. Strong và O'Bannon (DD-450) khai hỏa vào mục tiêu bằng mọi cỡ pháo, riêng Strong bắn trúng ít nhất ba phát đạn pháo 5 inch (130 mm) vào chiếc tàu ngầm, O'Bannon cũng bắn trúng. Tàu ngầm RO-34 bị buộc phải lặn xuống, và các đợt tấn công bằng mìn sâu tiếp theo buộc nó không thể nổi lên mặt nước.
Cùng với Lực lượng Đặc nhiệm 18, Strong tháp tùng ba tàu khu trục rải mìn đi đến eo biển Blackett giữa Kolombangara và đảo Arundel, tiến hành rải thủy lôi vào lúc sáng sớm ngày 7 tháng 5. Sáng hôm sau, bốn tàu khu trục Nhật Bản di chuyển chung quanh Kolombangara và đi vào eo biển, đi vào ngay các bãi mìn. Một chiếc bị đắm ngay lập tức, hai chiếc khác bị hư hại và bị máy bay Đồng Minh đánh chìm lúc xế chiều. Chiếc thứ tư cho dù bị hư hại nặng nhưng đã xoay xở rút lui được.
Trong đêm 12-13 tháng 5, Strong cùng lực lượng đặc nhiệm đã bắn phá Kolombangara, vịnh Enogai và Rice Anchorage. Chiếc tàu khu trục sau đó làm nhiệm vụ hộ tống vận tải và tuần tra ngoài khơi Guadalcanal. Vào xế trưa ngày 16 tháng 6, nó đang ở khoảng giữa Guadalcanal và Tulagi khi một lực lượng khoảng 15 máy bay ném bom bổ nhào Nhật Bản đã tấn công tàu bè Hoa Kỳ. Strong là con tàu ở gần nhất khi chúng tiếp cận tấn công từ hướng Koli Point; và trong khoảng thời gian từ 14 giờ 14 phút đến 14 giờ 21 phút nó đã bắn rơi ba máy bay đối phương.
Sáng ngày 5 tháng 7, lực lượng Hoa Kỳ đổ bộ lên Rice Anchorage, và Strong cùng Lực lượng Đặc nhiệm 18 đã hỗ trợ bằng cách bắn phá Vila-Stanmore, Enogai và cảng Bairoko. Strong và Nicholas dẫn trước lực lượng chính tiến vào cảng Bairoko và bắn phá cảng từ 00 giờ 30 phút đến 00 giờ 40 phút. Chín phút sau, sĩ quan tác xạ của Strong phát hiện một quả ngư lôi đối phương đang hướng đến, nhưng trước khi ông kịp báo cáo đến cầu tàu, quả ngư lôi đã đánh trúng phía sau con tàu bên mạn trái. Quả ngư lôi xuất phát từ một đội tàu khu trục Nhật Bản do chiếc Niizuki dẫn đầu, từ khoảng cách 11 nmi (20 km).
Tàu khu trục chị em Chevalier (DD-451) cố ý húc vào mũi của Strong để quăng lưới và nối cáp vào con tàu bị đánh trúng, và đã di tản được 241 người trong vòng bảy phút. Các khẩu pháo Nhật tại Enogai đã phát hiện các con tàu, bắn pháo sáng rồi nả pháo nhắm vào họ, bắn trúng Strong ít lâu sau đó. Tàu khu trục O'Bannon đã bắn trả, cố gắng vô hiệu hóa các khẩu pháo đối phương. Chevalier phải ngừng các hoạt động giải cứu do cũng bị bắn trúng; Strong bắt đầu chìm nhanh và nghiêng từ 40° đến 60° sang mạn phải. Nó vỡ làm đôi trước khi đắm ở tọa độ 8°5′N 157°15′Đ / 8,083°N 157,25°Đ. Nhiều quả mìn sâu của nó đã kích nổ dưới nước gây thêm tổn thất nhân mạng khác; tổng cộng 46 người đã bị mất cùng con tàu. Tên của Strong được cho rút khỏi danh sách Đăng bạ Hải quân vào ngày 15 tháng 7 năm 1943.

## Phần thưởng
Strong được tặng thưởng hai Ngôi sao Chiến trận do thành tích chiến đấu trong Thế Chiến II.